# Кобела
Кобела (на френски: Kobéla) е град и община в южна Гвинея, регион Нзерекоре, префектура Нзерекоре. Населението на общината през 2014 година е 15 175 души.